# Nuestra Señora de Atocha

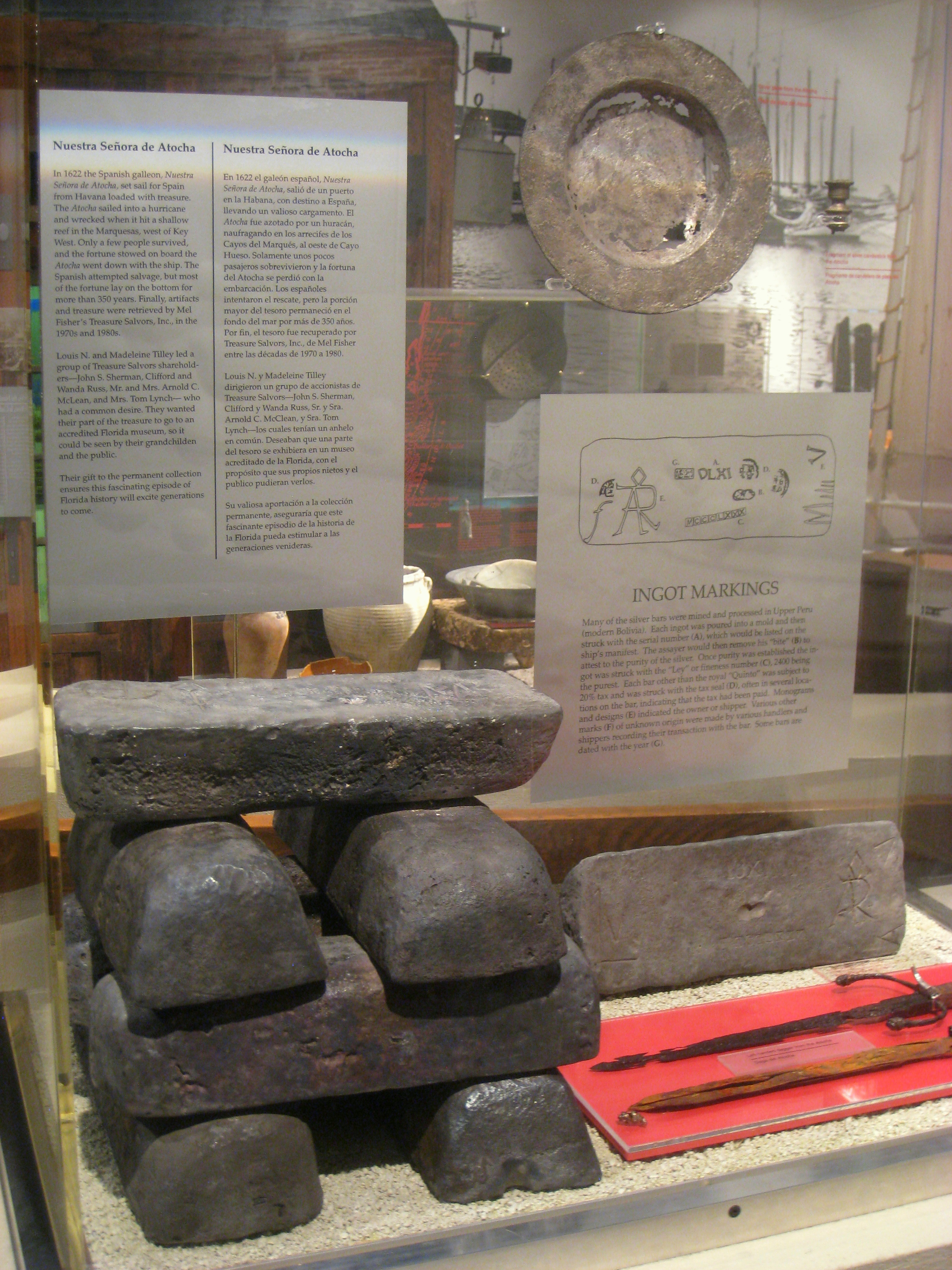
Lingots d'argent retrouvés dans l'épave du galion (collection du musée HistoryMiami.

Nuestra Señora de Atocha est un galion espagnol qui faisait partie de la Flotte des Indes et qui a coulé dans une tempête en 1622 au large des côtes de la Floride, alors qu'il faisait voile vers l'Espagne. Le 20 juillet 1985, le chercheur de trésors Mel Fisher a retrouvé son épave, contenant une importante cargaison d'or et d'argent estimée à plus de 400 millions de dollars.
Le navigateur Bartolomé García de Nodal est mort dans ce naufrage.

## Description du navire
La Nuestra Señora de Atocha, du nom d'un sanctuaire madrilène, qui était très armée, naviguait comme Almirante (ou arrière-garde) de la flotte. Comme tel, il suivait le reste de la flotte pour éviter une attaque de celle-ci par derrière. Il avait été bâti pour la couronne d’Espagne, à La Havane en 1620 et il pesait 550 tonnes. Il avait 112 pieds de longueur, 34 pieds de largeur et 4 pieds de cale. Il portait des mâts de misaine et des grands mâts avec des voiles carrées et une brigantine avec voile latine. L'Atocha avait un grand château de proue, combes bas et un grand château de poupe typique d'un galion du début du XVIIe siècle. Il avait seulement fait un premier voyage en Espagne, pendant lequel son grand mât s'était brisé et avait dû être remplacé.

## Cargaison du dernier voyage
Pour le voyage de retour en Espagne de 1622, l'Atocha emportait une cargaison de grande valeur : 24 tonneaux d'argent en 1038 lingots, 180 000 pesos en monnaie d'argent, 582 lingots de cuivre, 125 barres et disques d'or colombien, 350 coffres d'indigo, 525 fardes de tabac, 20 canons de bronze, 1200 livres d'argenterie travaillée. À cela pouvait s'ajouter des articles passé en contrebande pour éviter l'impôt, ainsi que les objets personnels de l'équipage et des passagers.

## Naufrage
La flotte des Indes quitte l'Espagne le 23 mars 1622 et, après un bref arrêt à l'île caraïbe de la Dominique, l'Atocha et la Flotte des Indes continuent sur la ville portuaire colombienne de Carthagène, et arrive à Portobello, le 24 mai. Les Trésors de Lima et de Potosí arrivent par train de mule depuis Panama, un port sur le côté pacifique de l'isthme. Il faut près de deux mois pour enregistrer et charger la cargaison de l’Atocha en préparation du départ. Enfin, le 22 juillet, la Flotte des Indes met le cap sur La Havane, en passant par Carthagène, pour rejoindre la flotte, de retour de Veracruz. À Carthagène, l’Atocha reçoit une cargaison supplémentaire de trésors, une grande partie de l'or, et les rares premières productions d'argent issus des rares hôtels de frappe récemment établis ici et à Santa Fe de Bogotá. Il est tard dans le mois d'août, la saison des ouragans bien entamée et la flotte n'est pas encore à La Havane. 
En tant qu'escorte militaire, l'Atocha emportait toute une compagnie de 82 soldats d'infanterie pour défendre le navire de l'attaque et de l'abordage possible de l'ennemi. Pour cette raison, c'était un navire de choix pour de riches passagers et il transportait un pourcentage extraordinairement élevé du trésor de la flotte.
Le dimanche 4 septembre, avec un temps presque parfait, la décision est prise de mettre voile vers l'Espagne. Les vingt-huit navires de la flotte combinée lèvent l'ancre et en file indienne, mettent le cap au nord vers les Keys de Floride et les courants violents du Gulf Stream. L'Atocha, très enfoncé du fait de sa lourde cargaison, a pris sa position assignée à l'arrière. En soirée, le vent commence à se lever sur le nord-est de plus en plus fort avec l'avancée de la nuit. À l'aube, la mer est houleuse et par sécurité, presque tout le monde est sous le pont avec le mal de mer, en prière. Tout au long de la journée suivante, le vent tourne au sud menant la plus grande part de la flotte au-delà des Dry Tortugas et dans les eaux relativement sûres du Golfe du Mexique.
L’Atocha, la Santa Margarita, la Nuestra Señora del Rosario et deux petits vaisseaux, tous en queue du convoi reçoivent de plein fouet la tempête et ne sont pas aussi chanceux. Avec leurs voiles et leur gréement réduit en lambeaux, et les mâts et les talles battues ou cassées, les navires dérivent vers les récifs, impuissants. L'ensemble des cinq navires est perdu ; l' Atocha est levé haut sur une vague et se fracasse violemment sur un récif de corail. Il coule instantanément, tiré vers le bas par sa lourde cargaison de trésors et de canons. Le lieu du naufrage se trouve entre 30 et 70 miles à l'Ouest des Key West en Floride.
Le lendemain, un petit navire marchand fait son chemin à travers les débris et sauve cinq survivants de l'Atocha, deux marins et trois esclaves, s'accrochant au fût du mât de misaine, qui fut l'unique partie du galion naufragé qui resta émergé. C'est tout ce qui est resté des 265 passagers et membres d'équipage.
Les tentatives de sauvetage commencèrent. L'Atocha se trouve dans 55 pieds (17 mètres) d'eau avec le haut de son mât en vue. Des plongeurs, contraints à retenir leur souffle, sont incapables de percer les écoutilles.
Ils marquent le site et continuent à chercher les autres épaves. Le Rosario est trouvé en eau peu profonde et il est relativement facile à récupérer, mais les autres navires ne purent être localisés. Alors que les sauveteurs sont à La Havane afin d'obtenir l'équipement approprié pour récupérer le trésor d’Atocha, un deuxième ouragan ravage la région et déchire la structure et les mâts de la coque supérieure du navire. Quand ils reviennent, l'épave n'est nulle part et les tentatives de sauvetage au cours des 10 années suivantes sont vaines. Cependant, la Santa Margarita est découverte en 1626 et une grande partie de sa cargaison récupérée au cours des années suivantes. Mais, le temps et les événements effacent lentement les souvenirs de l’Atocha. Des copies du registre du navire et les événements décrits de l'époque trouvent finalement leur chemin vers les Archives générales des Indes à Séville, en Espagne, attendant qu'on redécouvre l'histoire de l’Atocha.

## Recherche et découvertes
En 1969, Mel Fisher et son équipe de chercheur de trésors, dont le numismate Kenneth Bressett, ont entamé de manière assidue la recherche du trésor de l'Atocha, laquelle a duré 16 ans. En utilisant la « Mailbox » système d'aspiration inventés par Fisher pour déplacer le sable, et des magnétomètres à protons, ils ont passé des années sur la piste des restes insaisissables, ne trouvant parfois rien pendant des mois, pour finalement découvrir des morceaux de trésors et artefacts qui suggèreront la proximité du navire et de sa cargaison.

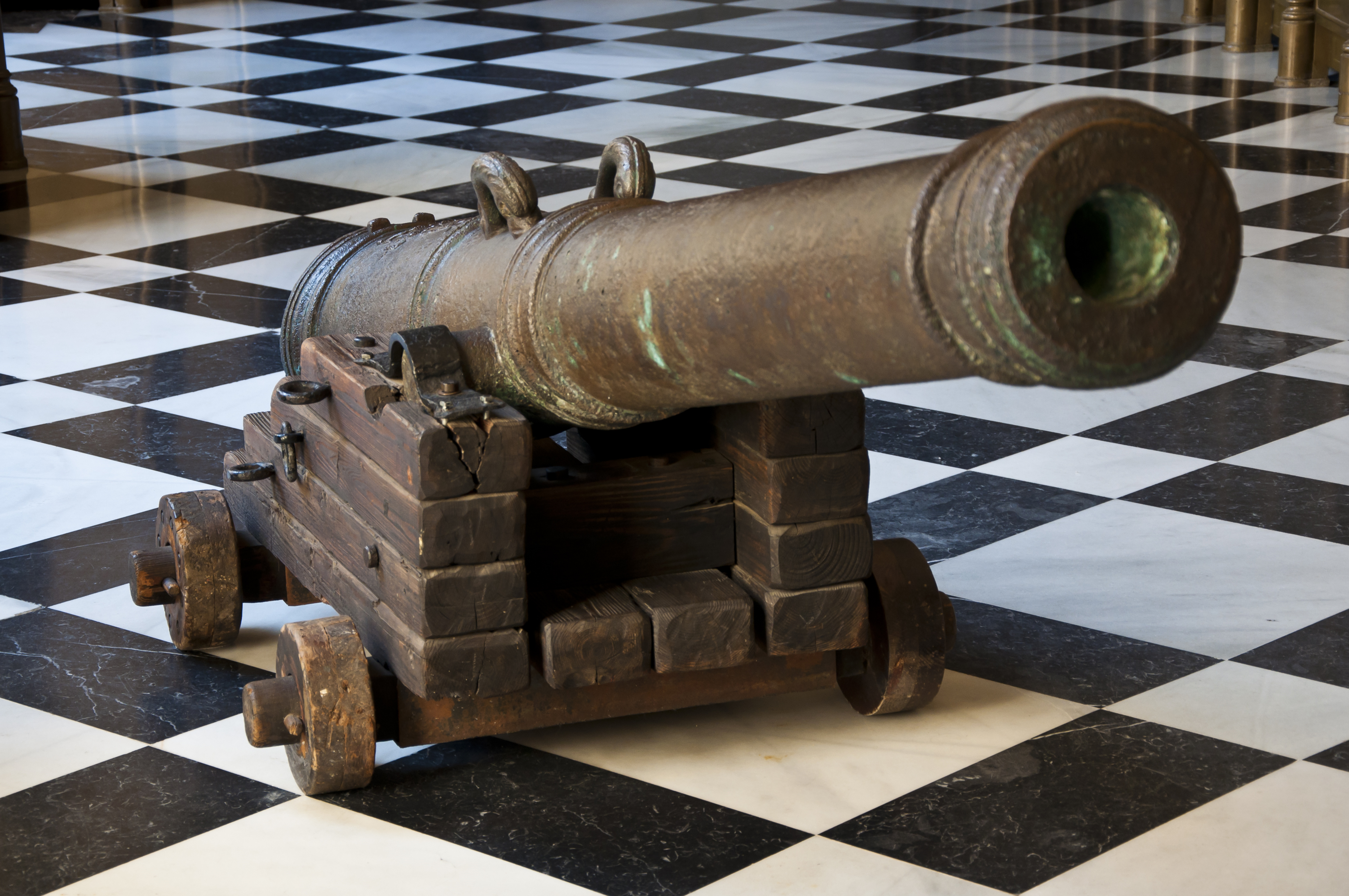
Canon du Nuestra Señora de Atocha - Archive Générale des Indes

En 1973, ils trouvent trois lingots d'argent dont le poids et numération correspondent au bordereau de l’Atocha, lequel avait été copié de l'original à Séville. Ceux-ci confirment que Fisher est près du filon principal des restes du navire. En 1975, son fils Dirk trouve cinq canons de bronze dont les marques confirme l'appartenance à l’Atocha. À peine quelques jours plus tard, Dirk et son épouse Ange ainsi que le plongeur Rick Gage meurent lorsque chavire une des embarcations de sauvetage. Malgré cela, Fisher continue sa recherche. 
En 1980, ils trouvent une portion significative des restes de la Santa Margarita, associés à une petite fortune en barres d'or, bijoux et monnaies d'argent. Le 13 mai 1980, le fils de Fisher, Kane, découvre une section complète de la coque en bois de la Santa Margarita sous le poids des pierres de lest, obus de fer et artefacts de l'Espagne du XVIIe siècle. Le 20 juillet 1985, Kane Fisher, capitaine de l'embarcation de sauvetage Dauntless, envoie un message jubilatoire au bureau de son père comme quoi le but est acquis. L'équipage euphorique décrit la trouvaille comme un récif de barres d'argent. Au bout de plusieurs jours, les marques des affréteurs des lingots sont vérifiées avec le bordereau de chargement de l'Atocha, ce qui confirme l'affirmation triomphale de Kane. Ils ont enfin trouvé le filon principal des vestiges – commence alors l'excavation de ce qu'on dénomma communément “les restes du navire naufragé du siècle”.

## Legs et exhibition des trésors
Actuellement, les artefacts et trésors de l'Atocha y Santa Margarita constituent la part principale de la collection du Mel Fisher Maritime Heritage Society Museum. Les articles trouvés supposent une fortune en lingots et monnaies d'or et argent qui étaient destinées aux trésor espagnol; une chaine d'or massif (Curieusement la taxe royale ne s'appliquait pas à l'or transformé en bijoux, la finalité de cette chaine était donc de servir de monnaie) et un collier serti avec des pierres précieuses; un calice d'or conçu pour prévenir des empoisonnements; une plaque d'or avec des décors élaborés; une chaîne d'or pesant plus de trois kilos; une foule d'émeraudes de contrebande, entre autres un impressionnant cristal hexagonal non taillé de 77,76 carats dont les experts ont déterminé qu'il provenait de la mine d'émeraude de Muzo en Colombie; bijoux religieux et séculaires; et argenterie.
Parmi les objets les plus intrigants récupérés d'Atocha était un certain nombre de bézoards, objets en forme d'œuf de taille moyenne constitués de matières organiques trouvés dans les voies digestives des lamas, alpagas, cerfs, des moutons ou autres ruminants. Lorsque plongé dans un liquide, la pierres bézoard supposait-on avait la propriété d'en éliminer les toxines et les poisons, une nécessité pour les personnes riches et puissantes du XVIIe siècle inquiets du fait qu'il soit à la portée de serviteurs ou de rivaux d'ajouter de l'arsenic à leurs verres de vin.
Grâce aux efforts déployés par les historiens et les archéologues ainsi que les écologistes, le succès de Fisher a conduit à des réformes dans les lois régissant les naufrages et le sauvetage. En 1987, le Congrès a adopté l'Abandoned Shipwrecks Act, qui donne aux États les droits sur des épaves situées dans les trois miles de ses côtes.